# Fotboll i Skottland
Fotboll är en av de mest populära sporterna i Skottland. Skotska fotbollsförbundet bildades 1873.
Fastän Skottland inte är ett eget land, utan en del av Storbritannien, får Skottland ha egna landslag i VM- och EM-kval samt seriespel i fotboll. England är den stora ärkerivalen. På herrsidan har fotbollen i Skottland på klubbnivå dominerats av Rangers FC och Celtic FC, vilka båda kommer från staden Glasgow. 

### Fotnoter
1. ↑  ”Scottish FA > About”. Scottish FA > About. http://www.scottishfa.co.uk/scottish_football.cfm?page=2551.